# Gmeinder DE 75 BB
Die Baureihe DE 75 BB sind Lokomotiven von Gmeinder, die seit 2017 wahlweise als dieselelektrische oder Hybridlokomotive, je nach Kundenwunsch, gebaut werden. Die Achsfolge ist Bo’Bo’. Die Lokomotiven können wahlweise mit zwei Dieselmotoren oder mit einem Dieselmotor und einem Lithium-Ionen-Akkumulator ausgerüstet werden. Die Lokomotiven wurden bisher an verschiedene Kunden ausgeliefert und sind bevorzugt für den schweren Rangierdienst vorgesehen.

## Ausführungen und Einsatz
Es gibt zwei verschiedene Varianten:
- DE 75 BB Hybrid: Ausrüstung mit einem Dieselmotor und einem Lithium-Ionen-Akkumulator, NVR 90 80 1075 0XX-X X-X
- DE 75 BB Dual-Engine: Ausrüstung mit zwei Dieselmotoren, NVR 92 80 1075 00X-X X-X

Während es sich bei bisherigen Gmeinder-Lokomotiven um Weiterentwicklungen vorhandener Typen handelt, wurde mit diesen Lokomotiven eine völlige Neuentwicklung ausgeliefert. Mit der gleichzeitigen Verwendung verschiedener Energiequellen und Leistungselektronik wird die optimale Adhäsion der einzeln angetriebenen Achsen erreicht.
Bei der Verkehrsgesellschaft Landkreis Osnabrück GmbH werden die Lokomotiven für die Bedienung auf der Bahnstrecke Bohmte–Bad Holzhausen verwendet und die bisher eingesetzten Henschel DHG 700 C ersetzen. Außerdem sind sie für den schweren Rangierdienst vorgesehen.

## Konstruktive Merkmale
Die Mittelführerstandslokomotiven besitzen zwei gleich große Vorbauten und alle Merkmale einer modernen Rangierlokomotive. Die Antriebseinheiten sind in den Vorbauten untergebracht. Außerdem wäre eine mögliche Energiezufuhr von Gleichspannung 750 V über Stromschiene oder Oberleitung möglich – diese Variante wurde noch nicht ausgeführt.
Mit der Leistungselektronik ist eine individuelle Ansteuerung jeder einzelnen Achse und damit eine genaue Nutzung der Adhäsion möglich. Außerdem wird dadurch eine hohe Verfügbarkeit der Lokomotive gewährleistet.